# ウィム・ドイセンベルク
ウィム・ドイセンベルク（Wim Duisenberg、ウィレム・フレデリック・ドイセンベルク、Willem Frederik Duisenberg、ダウゼンベルヒ、ダウセンベルフとも、1935年7月9日 - 2005年7月31日）は、オランダ出身の銀行家、政治家。

## 来歴
欧州中央銀行 (ECB) の初代総裁（在任期間：1998年から2003年）として2002年ヨーロッパ共通通貨ユーロの現金流通実現に貢献し「ミスター・ユーロ」と呼ばれた。
1982年からオランダ銀行総裁。同国財務大臣も務めた。欧州中央銀行の前身である欧州通貨機構総裁を経て、1998年6月欧州中央銀行の初代総裁に就任。欧州連合の経済通貨統合を推進し、1999年1月ユーロを導入した。その後、ユーロ現金の流通、物価安定による市場からの信頼性の維持に努力した。
欧州中央銀行総裁の任期は1期8年であったが、任期半ばの2003年10月末、総裁就任時の約束に従い、フランス中央銀行総裁のジャン＝クロード・トリシェに総裁職を譲った。
2005年7月31日、フランス・アヴィニョン近郊のフォコンの別荘で死去した。検死の結果、死因は別荘内のプールで心臓発作を起こしたための溺死とされた。70歳没。